# Old Post Office Pavilion

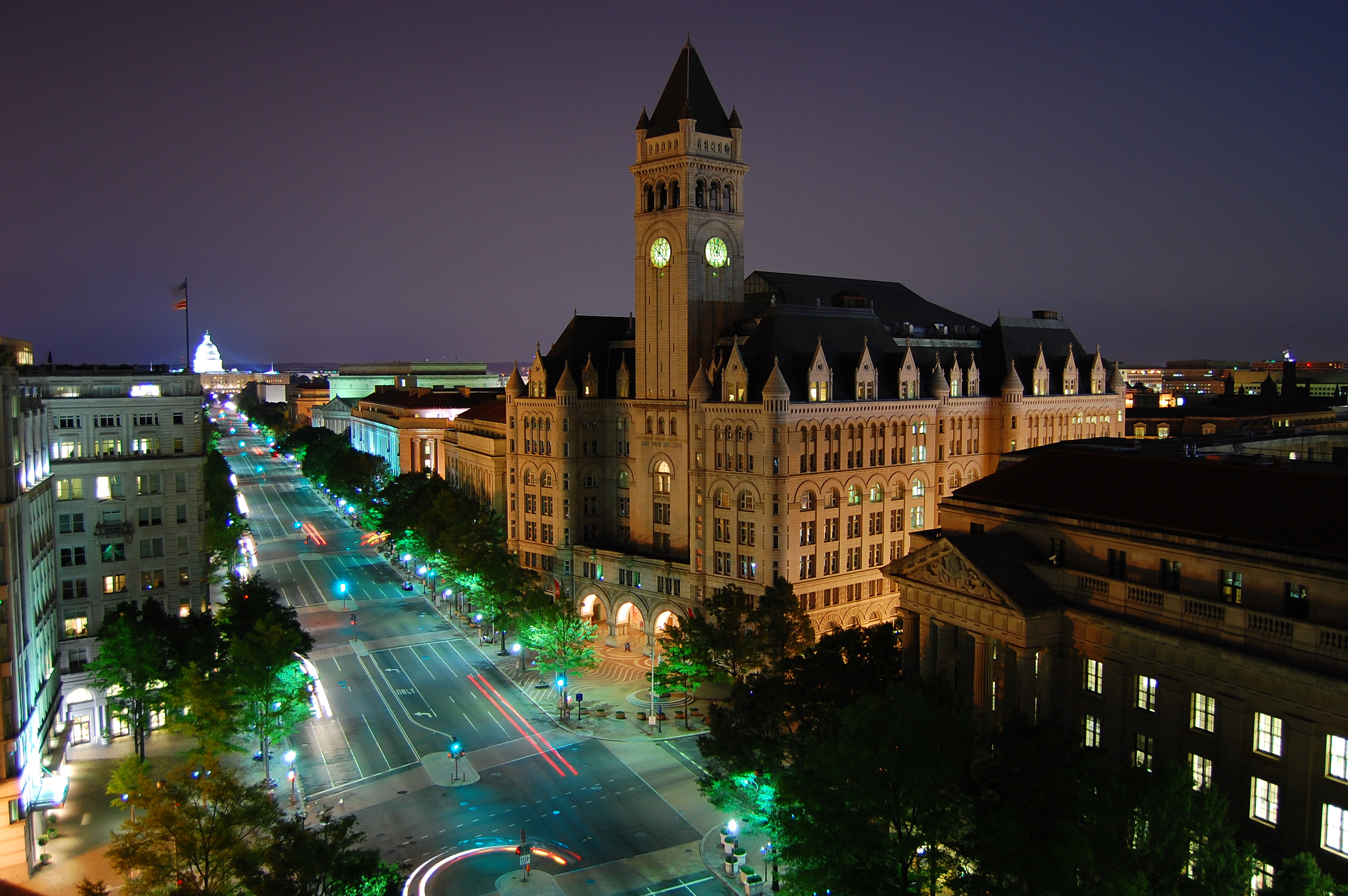
Old Post Office Pavilion und Pennsylvania Avenue bei Nacht

Der Old Post Office Pavilion, auch bekannt als Old Post Office and Clock Tower und 1983 in  Nancy Hanks Center umbenannt, ist ein historischer Gebäudekomplex an der Pennsylvania Avenue in der amerikanischen Hauptstadt Washington, D.C. Seit 1965 ist das Gebäude Teil der National Historic Site Pennsylvania Avenue. Bis 2014 wurde es als öffentliches Bürogebäude genutzt. 2013 erwarb ein Konsortium unter Kontrolle von Donald Trump die Nutzungsrechte für 60 Jahre. Nach einem zweijährigen Umbau eröffnete es im September 2016 als Luxushotel unter dem Namen Trump International Hotel Washington, D.C., 2022  folgte ein Eigentümerwechsel. Seit der Wiedereröffnung am 1. Juni 2022 firmiert es unter dem Namen Waldorf Astoria Washington DC.

## Geschichte
1880 genehmigte der Kongress der Vereinigten Staaten den Bau eines neuen Postgebäudes. Es entstand zwischen 1892 und 1899 nach Plänen des Architekten Willoughby J. Edbrooke aus Granit, Stahl und Eisen und war nach Fertigstellung das höchste Gebäude in Washington, D.C. Heute ist es nach dem Washington Monument und der Basilika der Unbefleckten Empfängnis das dritthöchste Gebäude im District of Columbia (nachdem die Verwaltung 1910 Höhenbegrenzungen für dortige Gebäude eingeführt hatte). Der wuchtige Bau im Stil der Neoromanik zeichnet sich neben dem über 270 Fuß hohen Uhrenturm durch ein fünfstöckiges Atrium aus. Es wurde 1983 zu Ehren von Nancy Hanks (1927–1983, erste weibliche Vorsitzende der staatlichen Stiftung National Endowment for the Arts) in Nancy Hanks Center umbenannt und ist Teil des Federal Triangle.
Am 30. September 1965 wurde die Pennsylvania Avenue National Historic Site geschaffen, zu der auch der Old Post Office Pavilion zählt. Am 15. Oktober 1966 folgte der Eintrag der National Historic Site und des Old Post Office Pavilions als deren Contributing Property in das National Register of Historic Places („Nationales Verzeichnis historischer Orte“). Die 1970 bekanntgewordenen Pläne, das Gebäude abzureißen, das an der Seite der neoklassischen umgebenden Regierungsbauten aus den 1930er Jahren wie ein Fremdkörper wirkt, wurden nach Bürgerprotesten aufgegeben. Die Proteste mündeten in die Gründung der dem Denkmalschutz gewidmeten D.C. Preservation League. Am 11. April 1973 wurde der Old Post Office and Clock Tower als eigenständiges Baudenkmal in das National Register of Historic Places aufgenommen.
Im Uhrenturm hängen seit 1983 zehn Glocken, die den Vereinigten Staaten 1976 von der britischen Ditchley Foundation geschenkt worden sind und die zu besonderen Anlässen weiterhin geläutet werden.
Der Bau war zuletzt Sitz des Advisory Council on Historic Preservation sowie des National Endowment for the Arts. 
Nach jahrelangen erfolglosen Versuchen, das Gebäude für die öffentliche Verwaltung umzunutzen, lud die Betreiberin General Services Administration 2011 Privatinvestoren ein, Konzepte für eine andere Nutzung vorzulegen. Aus ursprünglich 80 Interessenten und zehn Bewerbern erwarb ein Konsortium, geführt von der Beteiligungsgesellschaft „DJT Holdings LLC“ unter Kontrolle von Donald Trump 2013 von der US-Regierung das Nutzungsrecht in einem auf 60 Jahre angelegten Pachtvertrag für (inflationsabhängig) drei Millionen US-Dollar pro Jahr. Forbes schätzt, dass Trump der Deutschen Bank für dieses Objekt 170 Millionen schuldet; der Kredit werde 2024 fällig.
Demonstranten forderten im Juni 2015 nach Trumps umstrittenen, als rassistisch empfundenen Äußerungen über Hispanics zu Beginn seiner Kandidatur bei der Primary der Republikaner, Trump den Vertrag zu kündigen oder zumindest die Eigenwerbung an der Gebäudehülle zu untersagen.
Dort stand in großen weißen Buchstaben Coming 2016 TRUMP. Das Gebäude sollte bis 2017 zu einem Luxushotel mit 217 Zimmern, einer „Präsidentensuite“ und eines noch größeren „Trump Townhouse“ umgebaut werden. Tatsächlich begann das Soft Opening des Trump International Hotel Washington, D.C. im September 2016 und wurde von Trump für seinen Wahlkampf medial inszeniert. Er behauptete, dank seiner Tochter Ivanka sei das 212-Millionen-Dollar-Projekt „pünktlich und zu einem niedrigeren Preis“ fertig geworden, und stellte monatelang bei seinen Wahlkampf-Events die rhetorische Frage: „Wann hat die Regierung zuletzt etwas on time and under budget geschafft?“ Im Juni 2017 reichten zwei Generalstaatsanwälte (der von Maryland und der von Washington D.C.) bei einem Bundesgericht in Maryland Klage gegen Trump ein. Sie werfen ihm vor, eine Reihe von Antikorruptionsvorschriften der US-Verfassung missachtet zu haben.
Die Regierung von Saudi-Arabien, zu der Trump seit seinem Amtsantritt sehr freundschaftliche Bande pflegte, habe dort Hunderttausende Dollar ausgegeben. Trump habe die strikte Trennung zwischen öffentlichem Amt und privaten Geschäftsinteressen nicht durchgehalten.
Den Einspruch des Justizministeriums dagegen wies ein Richter im März 2018 zurück. Im Januar 2021 wies der Oberste Gerichtshof der Vereinigten Staaten die Klagen zurück.
Laut Wall Street Journal führte die Trump Organization Verkaufsgespräche mit dem Investmentunternehmen CGI Merchant Group, die letztlich im Mai 2022 erfolgreich abgeschlossen wurden. Das Hotel wurde nach einer Schließung ab dem 11. Mai 2022 am 1. Juni 2022 unter dem Namen Waldorf Astoria Washington DC wiedereröffnet.